# Madrid (Iowa)
Madrid és una població dels Estats Units a l'estat d'Iowa. Segons el cens del 2000 tenia 2.264 habitants.

## Demografia
Segons el cens del 2000, Madrid tenia 2.264 habitants, 914 habitatges, i 637 famílies. La densitat de població era de 760,1 habitants/km².
Dels 914 habitatges en un 33,2% hi vivien nens de menys de 18 anys, en un 58,5% hi vivien parelles casades, en un 8,1% dones solteres, i en un 30,3% no eren unitats familiars. En el 26,5% dels habitatges hi vivien persones soles el 13,3% de les quals corresponia a persones de 65 anys o més que vivien soles. El nombre mitjà de persones vivint en cada habitatge era de 2,48 i el nombre mitjà de persones que vivien en cada família era de 3.
Per edats la població es repartia de la següent manera: un 26,2% tenia menys de 18 anys, un 9,2% entre 18 i 24, un 28,6% entre 25 i 44, un 20,5% de 45 a 60 i un 15,4% 65 anys o més.
L'edat mediana era de 36 anys. Per cada 100 dones de 18 o més anys hi havia 92,8 homes.
La renda mediana per habitatge era de 39.706 $ i la renda mediana per família de 47.596 $. Els homes tenien una renda mediana de 33.889 $ mentre que les dones 26.173 $. La renda per capita de la població era de 24.576 $. Entorn del 5,6% de les famílies i el 7,8% de la població estaven per davall del llindar de pobresa.

## Poblacions més properes
El següent diagrama mostra les poblacions més properes.